# Blažević Dol
Blažević Dol je naseljeno mjesto u Republici Hrvatskoj u općini Staro Petrovo Selo u Brodsko-posavskoj županiji.

## Žipna crkva
U Blažević Dolu se nalazi kapela Svetog Ilije, koja pripada župi sv. Jurja iz Vrbove, dio je Novokapelačkog dekanata Požeške biskupije.

## Zemljopis
Blažević Dol se nalazi na južnim padinama Požeške gore, istočno od Nove Gradiške, 7 km sjeveroistočno od Starog Petrovog Sela, susjedna naselja su Škrabutnik na sjeveru, Starci i Vladisovo na zapadu, Srednji Lipovac na istoku, te Vrbova na jugu.

## Stanovništvo
Prema popisu stanovništva iz 2011. godine Blažević Dol je imao 154 stanovnika. 
| broj stanovnika |       |       |       |       | 35    | 98    | 51    | 285   | 421   | 433   | 380   | 184   | 248   | 256   | 181   | 154   | 101   |
|                 | 1857. | 1869. | 1880. | 1890. | 1900. | 1910. | 1921. | 1931. | 1948. | 1953. | 1961. | 1971. | 1981. | 1991. | 2001. | 2011. | 2021. |

## Vanjske poveznice
- O Blažević Dolu na službenim stranicama Općine Staro Petrovo Selo  Arhivirana inačica izvorne stranice od 29. siječnja 2010. (Wayback Machine)